# Victor I Amadeus van Anhalt-Bernburg
Victor I Amadeus van Anhalt-Bernburg (Harzgerode, 6 oktober 1634 - Bernburg, 14 februari 1718) was van 1656 tot aan zijn dood vorst van Anhalt-Bernburg. Hij behoorde tot de dynastie der Ascaniërs.

## Levensloop
Victor I Amadeus was de zesde zoon van vorst Christiaan II van Anhalt-Bernburg en Eleonora Sophia van Sleeswijk-Holstein-Sonderburg, dochter van hertog Johan van Sleeswijk-Holstein-Sonderburg. Een van zijn dooppeters was hertog Victor Amadeus I van Savoye. De prins groeide op in Leiden onder het toezicht van theoloog Friedrich Spanheim. Na het overlijden van zijn oudere broer Erdmann Gideon werd hij in 1649 erfopvolger van Anhalt-Bernburg. Vervolgens begeleidde hij zijn vader bij diens reizen en woonde hij op buitenlandse hoven diplomatieke missies bij.
In 1656 volgde hij zijn vader op als vorst van Anhalt-Bernburg. Hij spande zich in om zijn vorstendom, dat tijdens de Dertigjarige Oorlog zwaar geleden had, te herstellen door een hervorming in het politie- en rechtswezen. Met de andere vorsten van Anhalt voerde hij in 1666 een vernieuwde lands-, proces- en bediendenorde door. Ook reorganiseerde Victor Amadeus  de financiën van het vorstendom. 
In 1709 erfde hij Anhalt-Harzgerode na het overlijden van vorst Willem. Hoewel hij in 1677 het eerstgeboorterecht invoerde, stond hij het Ambt Hoym, met Zeitz en Belleben, in 1709 af aan zijn jongere zoon Lebrecht
In zijn laatste levensjaren was Victor Amadeus blind en bevond hij zich in een bitter conflict met zijn oudste zoon Karel Frederik, die een morganatisch huwelijk was aangegaan. Hij stierf in 1718 en werd bijgezet in de Slotkerk van Bernburg. 
Victor Amadeus maakte deel uit van het Vruchtdragende Gezelschap, met als gezelschapsnaam de Geroemde. 

## Huwelijk en nakomelingen
Op 16 oktober 1667 huwde Victor I Amadeus in Meisenheim met Elisabeth (1642-1677), dochter van vorst Frederik van Palts-Zweibrücken. Ze kregen zes kinderen:
- Karel Frederik (1668-1721), vorst van Anhalt-Bernburg
- Lebrecht (1669-1727), vorst van Anhalt-Bernburg-Schaumburg-Hoym
- Sophia Juliana (1672-1674)
- Johan George (1674-1691)
- Christiaan (1675-1675)
- een doodgeboren zoon (1677)